# BS후지
BS후지는 일본의 민영방송국 후지 TV의 BS위탁방송 사업자이다.

## 연혁
- 1998년 12월 15일 - 주식회사 BS후지 설립.
- 2000년 12월 1일 - 오전 11시에 본방송 개시.
- 2006년 1월 - 민방계열 BS디지털 방송국으로서는 첫 번째로 단월 흑자 달성.
- 2007년 3월 - 2006년도 결산에서 민방계열 BS디지털 방송국으로서는 BS JAPAN과 함께 첫 번째로 연간 결산 흑자를 달성한다.
- 2007년 12월 3일 - 풀 스펙(1920 X 1080)에 의한 하이비전 방송을 개시.
- 2018년 1월 29일 - 방송 해상도가 1440×1080으로 하락.

## 채널 내역

### 텔레비전 방송
- BS181 - 183ch을 할당받았으며 2007년 12월 1일 182ch와 183ch을 완전히 사용하기 시작했음에도 멀티편성을 하지 않고 있다.또한 임시 방송용으로 188ch와 189ch를 할당받았지만 모두 사용하고 있지 않다. 리모콘 키 ID는 8.

### 라디오 방송
- BS488, 489 ch(다만 프로그램은 자사 제작 프로그램이 아니다)를 할당받았고 2000년 12월 1일 개국과 동시에 방송을 시작했다.
  - BS 488ch는 닛폰방송제작 「LFX488」로서 인터넷 방송도 하는 심야 생방송 와이드 프로나 1시간 전체를 청취자에 의한 선곡으로 꾸미는 프로그램 등을, BS489ch는 분카 방송제작 「BSQR489」로서 특히 밤은 애니메이션과 게임 관련 프로그램을 중심으로 편성해 왔지만 2006년 3월 종료했다.

### 독립 데이터 방송
- BS780, 781ch를 할당받았지만 781에서는 방송하지 않았다. 그리고 780ch는 BS후지의 데이터 방송으로서 할당받았지만 BS181에서 데이터방송 버튼을 누르고 일기 예보＆뉴스를 선택하지 않으면 데이터 화면이 나타나지 않는다.

## 보충 서술
- 제공 크레딧은 일반적으로 화면 상단에 표시되는 "제공"의 문자가 아니라 단지 스폰서 명의만이 표시된다. 이 방식은 후지 TV에서 2011년 7월 1일부터 23일까지 채용되고 있었다 (아날로그 방송 종료까지의 날짜 카운트 다운을 표시하기 위해).
- 간사이 TV의 제작 프로그램은 방송국 제작 다른 프로그램의 CM이 많이 방영된다 (BS 후지에서 방영되지 않는 프로그램도 포함). 예전에는 방송국이 운영하는 간사이 ☆ 교토 채널 CM도 흘러가고 있었다(2009년 4월 30일 폐국).
- 긴급 지진 속보(지역 무관)가 발표되었을 때는 종소리와 함께 화면 하단 중앙에 메시지가 표시된다. 이것은 후지 TV의 송출 마스터가 소유한 모든 채널에 대해 일체적으로 운용되고 있기 때문이다. 또한 종소리는 NHK와 같다.